# 瀬戸内クルージング
株式会社瀬戸内クルージング（せとうちクルージング）は、広島県尾道市に事務所を置く日本の旅客船を運航する海運会社である。
本記事では瀬戸内クルージングの母体となっている個人事業主の「瀬戸内中央観光汽船」も合わせて触れる。

## 概要
瀬戸内中央観光汽船は1898年（明治31年）創業。笠岡市本土と同市に属する離島・北木島を結ぶフェリー航路を運航している。本航路は保有する船名「金風呂丸」で呼ばれることが多いとされる。岡山県日生港-香川県大部港（小豆島）でフェリー航路を運航している瀬戸内観光汽船とは別事業者であり双方に関係はない。
瀬戸内クルージングは従来瀬戸内中央観光汽船が手がけていた尾道と生口島（瀬戸田）を結ぶ瀬戸田航路、また鞆の浦（福山市）の観光航路を運航している。従来尾道航路と笠岡航路の両方を「瀬戸内クルージング」としていたが、2019年（平成31年/令和元年）に双方を分離、笠岡航路は「瀬戸内中央観光汽船」、尾道航路は「瀬戸内クルージング」としている。

## 沿革
瀬戸内中央観光汽船
- 1898年（明治31年） - 人と荷物を運ぶ船舶として創業
- 1902年（明治35年） - 郵便物委託事業 昭和24年 海上運送法施行
- 1949年（昭和24年）	- 同年10月10日中国第314号一般旅客定期航路事業の免許を受け岡山県笠岡市～同市笠岡諸島北木島間、金風呂～笠岡航路運航開始
- 1970年（昭和45年）2月 - 金風呂～笠岡航路へフェリー導入
- 1999年（平成11年）3月24日 - 中国不第240号　一般旅客不定期航路事業　広島県福山市～香川県丸亀市　開始
- 2001年（平成13年）
  - 4月 - 中国不第240号　一般旅客不定期航路事業　広島県福山市～香川県丸亀市　廃止
  - 4月25日 - 中国第482号　一般旅客定期航路事業　広島県尾道市～愛媛県弓削島航路　開始
- 2004年（平成16年）
  - 6月24日 - 中国第499号　一般旅客定期航路事業　広島県尾道市～広島県尾道市因島大浜航路　開始（季節航路）
  - 6月30日 - 中国第500号　一般旅客定期航路事業　広島県尾道市～広島県福山市鞆航路　開始（JR西日本とタイアップ　ウエストディスカバーキャンペーン）
- 2005年（平成17年）12月21日 - 中国第314号　一般旅客定期航路事業「第二十一金風呂丸」に昇降装置を設置

瀬戸内クルージング
- 2006年（平成18年） 
  - 中国第499号　一般旅客定期航路事業　広島県尾道市～広島県尾道市因島大浜航路　休止
  - 11月 - 中国第314号　一般旅客定期航路事業・主船「第二十一金風呂丸」に設置した昇降装置がバリアフリー奨励賞を受賞
- 2008年（平成20年）10月1日 - 中国第451号　一般旅客定期航路　広島県尾道市～広島県尾道市生口島瀬戸田航路　開始
- 2011年（平成23年）
  - 5月1日 - 一般旅客定期航路事業　尾道～弓削航路を尾道～生名立石航路に変更
  - 9月25日 - 一般旅客定期航路事業　尾道～生名航路から尾道～弓削航路復活
- 2012年（平成25年）6月 - 株式会社瀬戸内クルージング設立。
- 2019年（平成31年/令和元年）- 笠岡航路の事業を瀬戸内中央観光汽船に分離。

## 航路

### 離島航路（生活航路）
- 笠岡-北木島 カーフェリー ※瀬戸内中央観光汽船が運航。
  - 笠岡港 - 北木島

1949年（昭和24年）10月10日、海上運送法による一般旅客定期航路事業の免許を受ける。
- 尾道-瀬戸田 快速船（旅客、二輪車のみ） ※瀬戸内クルージングが運航。

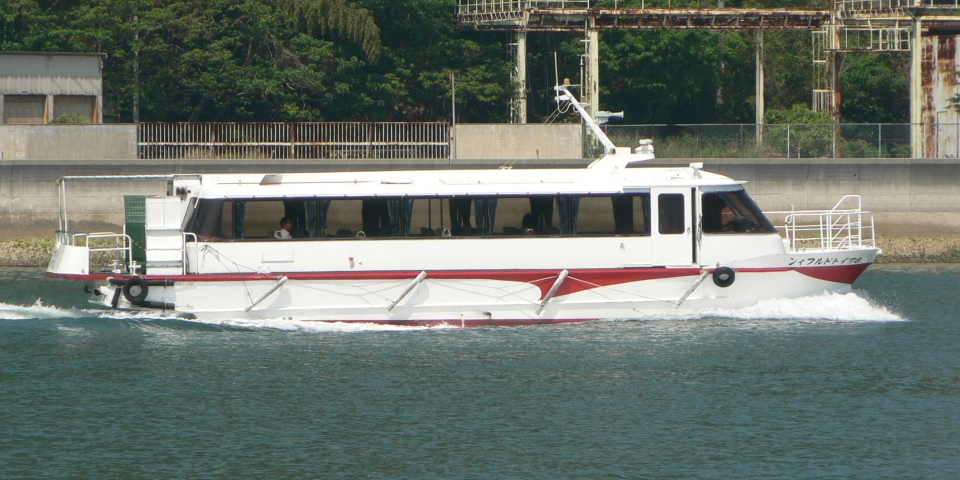
尾道～弓削航路で使用されていた「ホワイトドルフィン」

  - 尾道駅前桟橋 - 尾道新浜 - 重井東港（因島）- 須ノ上港（佐木島）- 沢港（生口島） - 瀬戸田港（生口島）

2008年（平成20年）10月1日より瀬戸田運航に変わり運航。

廃止された航路
- 尾道-弓削 快速船（旅客、二輪車のみ）
  - 尾道駅前桟橋 - 尾道新浜 - 金山港（因島）- 土生港（因島）- 立石港（生名島）- 弓削港（弓削島）

2001年4月25日より運航。2011年5月1日、生名橋開通に伴い立石港〜弓削港間を廃止したが、同年9月25日には弓削港までの運航に戻した。しかし2012年5月31日の運航をもって廃止となった。

### 観光航路
- 尾道-鞆の浦 ※瀬戸内クルージングが運航。
  - 尾道駅前桟橋 - 十四日元町桟橋 - 鞆の浦

2004年6月30日から運航。2011年は春季から秋季までの土曜日、日曜日、祝日のみの限定運航。

## 船舶

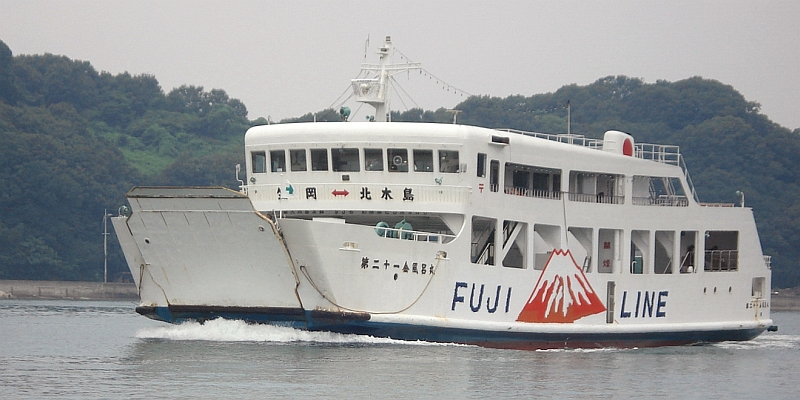
第二十一金風呂丸

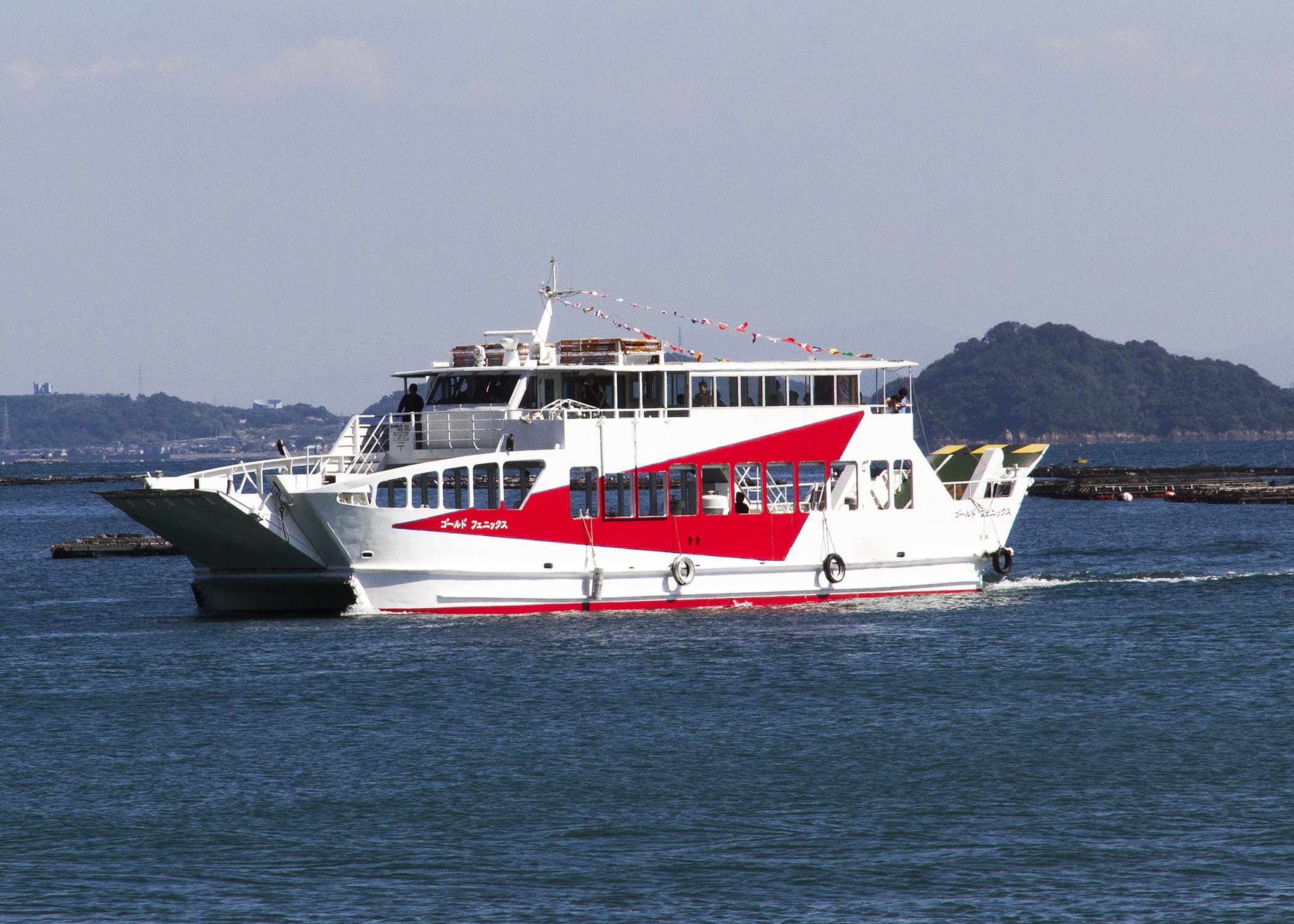
「ゴールドフェニックス」
（香川県 粟島港にて）

### 運航中の船舶
フェリー
- 第二十一金風呂丸

1986年（昭和61年）9月竣工、藤原造船所建造（第103番船）
196総トン、全長40.25m、幅10.3m、深さ3.0m、ディーゼル×1基、機関出力1,000PS、航海速力11.0ノット、旅客定員93名、8トントラック4台、乗用車2台
- ゴールドフェニックス

1997年（平成9年）10月進水、1998年竣工、三保造船所建造
19総トン、全長21.57m、幅6.46m、深さ1.7m、ディーゼル×2基、機関出力1,622PS、最高速力30.3ノット、航海速力22ノット,旅客定員92名（最大150名）
- 新門司八号（貨物フェリー）

1968年6月進水、同年7月竣工、備南船舶工業建造、新門司海運より購入、2018年8月廃船
153.0総トン、全長32.9m、幅7.0m、深さ2.7m、ディーゼル×1基、機関出力450PS、最大速力10.5ノット、航海速力10ノット、旅客定員12名（臨時定員180名）、乗用車15台
旅客船
- シトラス
- GOLD II
- ジュゴン
- 藤馬
- ラズリ

### 過去の船舶
- ホワイトドルフィン
- ニューみしま
- 第三十五金風呂丸